# Phyciodes batesii
Phyciodes batesii is een vlinder uit de familie Nymphalidae. De wetenschappelijke naam van de soort is voor het eerst geldig gepubliceerd in 1865 door Tryon Reakirt.